# Toró de Miolo
Toró de Miolo foi uma websérie de desenho animado brasileira, para internet co-produzida pelo Studio Pyx e Amazing Pixel. Os episódios satirizam a cultura pop recriando cenas de clássicos do cinema, momentos históricos, fábulas, games e quadrinhos. O projeto contou com as 1001 vozes de Guilherme Briggs interpretando os mais variados personagens.

## Elenco de vozes
- Guilherme Briggs[2]

## Episódios

Title card do episódio "Anime", satirizando os personagens Milo de Escorpião (Os Cavaleiros do Zodíaco) e Goku (Dragon Ball)

Title card do episódio "Vida de Herói", satirizando os personagens Wolverine e Batman

| # | Título                            | Direção                                         | Roteiro                                                                          | Estreia                 |
| --- | --------------------------------- | ----------------------------------------------- | -------------------------------------------------------------------------------- | ----------------------- |
| 1 | "Batfleck e Prometheus"           | Alexandre Ottoni, Deive Pazos e Flávio R. Moura | Alexandre Ottoni, Daniel Barros, Deive Pazos, Flávio R. Moura e Guilherme Briggs | 19 de novembro de 2013  |
| Hoje, você vai conhecer os verdadeiros alienígenas de Prometheus, verá Batfleck em ação e muitas outras bizarrices dessa tempestade de ideias! |                                   |                                                 |                                                                                  |                         |
| 2 | "Gravidade e Nonsense"            | Alexandre Ottoni, Deive Pazos e Flávio R. Moura | Alexandre Ottoni, Daniel Barros, Deive Pazos, Flávio R. Moura e Guilherme Briggs | 26 de novembro de 2013  |
| Proteja-se das leis da física de GRAVIDADE, conheça o grande plano de Hitler para vencer a guerra, entenda a conspiração do psuso na lua e mais! Participação Especial: Fran Briggs |                                   |                                                 |                                                                                  |                         |
| 3 | "Star Wars e 24h"                 | Alexandre Ottoni, Deive Pazos e Flávio R. Moura | Alexandre Ottoni, Daniel Barros, Deive Pazos, Flávio R. Moura e Guilherme Briggs | 3 de dezembro de 2013   |
| Há muito tempo atrás em um brainstorm muito distante... Passe uma madrugada com Jack Bauer, peça um Dry Vodka Martini com James Bond, encontre uma saída para Trinity e reencontre um casal muito, muito cansado. Participação Especial: Fran Briggs                                                            |                                   |                                                 |                                                                                  |                         |
| 4 | "Especial O Hobbit"               | Alexandre Ottoni, Deive Pazos e Flávio R. Moura | Alexandre Ottoni, Daniel Barros, Deive Pazos, Flávio R. Moura e Guilherme Briggs | 10 de dezembro de 2013  |
| Em um buraco na caixa craniana viviam miolos. E eles não paravam de chover por toda a Terra-Média no especial O Hobbit! |                                   |                                                 |                                                                                  |                         |
| 5 | "Caverna do Dragão de Chapolin"   | Alexandre Ottoni, Deive Pazos e Flávio R. Moura | Alexandre Ottoni, Daniel Barros, Deive Pazos, Flávio R. Moura e Guilherme Briggs | 17 de dezembro de 2013  |
| Eis que no episódio de hoje, a Uni encontra um destino inusitado. E novamente se aproveitam da nobreza do Chapolin Colorado. |                                   |                                                 |                                                                                  |                         |
| 6 | "Natal Nonsense"                  | Alexandre Ottoni, Deive Pazos e Flávio R. Moura | Alexandre Ottoni, Daniel Barros, Deive Pazos, Flávio R. Moura e Guilherme Briggs | 24 de dezembro de 2013  |
| Neste especial de Natal o Tio Scrooge vai ter um final alternativo e Buzz Lightyear apresenta um novo coleguinha ao quarto do Andy. Isso e mais, ao infinito e aléeeeem! |                                   |                                                 |                                                                                  |                         |
| 7 | "Réveillon e Gregos"              | Alexandre Ottoni, Deive Pazos e Flávio R. Moura | Alexandre Ottoni, Daniel Barros, Deive Pazos, Flávio R. Moura e Guilherme Briggs | 31 de dezembro de 2013  |
| Prepare-se, no último dia do ano, vai chover massa cinzenta na internet! E mais! Exterminador do Futuro invade as redes sociais, gregos e Thundercats seguem seus instintos! Participação Especial: Fran Briggs                                                                                                 |                                   |                                                 |                                                                                  |                         |
| 8 | "Vida de Herói"                   | Alexandre Ottoni, Deive Pazos e Flávio R. Moura | Alexandre Ottoni, Daniel Barros, Deive Pazos, Flávio R. Moura e Guilherme Briggs | 7 de janeiro de 2014    |
| Prepare-se porque no episódio de hoje você vai saber o que faria o Wolverine ser mais cauteloso e vai conhecer um lado um tanto quanto...pervertido das Tartarugas Ninja. Isso e muito mais! Santa Tartaruga! Participação Especial: Fran Briggs                                                                |                                   |                                                 |                                                                                  |                         |
| 9 | "He-Man e os Mestres do Universo" | Alexandre Ottoni, Deive Pazos e Flávio R. Moura | Alexandre Ottoni, Daniel Barros, Deive Pazos, Flávio R. Moura e Guilherme Briggs | 14 de janeiro de 2014   |
| Você vai ver os Mestres do Universo de uma maneira totalmente diferente, como os hábitos de higiene do Esqueleto e os conselhos não tão encorajadores do He-Man. |                                   |                                                 |                                                                                  |                         |
| 10 | "Star Wars"                       | Alexandre Ottoni, Deive Pazos e Flávio R. Moura | Alexandre Ottoni, Daniel Barros, Deive Pazos, Flávio R. Moura e Guilherme Briggs | 21 de janeiro de 2014   |
| Hoje a Força vai fazer pressão sua caixa craniana porque tem mais Star Wars! |                                   |                                                 |                                                                                  |                         |
| 11 | "Anime"                           | Alexandre Ottoni, Deive Pazos e Flávio R. Moura | Alexandre Ottoni, Daniel Barros, Deive Pazos, Flávio R. Moura e Guilherme Briggs | 28 de janeiro de 2014   |
| Levante os braços e envie energia pra uma baita Genki Dama porque hoje o Toró de Miolo homenageia as tão amadas animações japonesas, além de ter um convidado pra lá de especial! Participações Especiais: Fran Briggs e Wendel Bezerra                                                                         |                                   |                                                 |                                                                                  |                         |
| 12 | "Viagem no Tempo"                 | Alexandre Ottoni, Deive Pazos e Flávio R. Moura | Alexandre Ottoni, Daniel Barros, Deive Pazos, Flávio R. Moura e Guilherme Briggs | 4 de fevereiro de 2014  |
| Hoje tem tempestade cerebral a 88 milhas por hora! Crossovers inesperados e como seria a bandeira do Brasil se alguém que não deveria tivesse participado de sua concepção. |                                   |                                                 |                                                                                  |                         |
| 13 | "Alienígenas"                     | Alexandre Ottoni, Deive Pazos e Flávio R. Moura | Alexandre Ottoni, Daniel Barros, Deive Pazos, Flávio R. Moura e Guilherme Briggs | 11 de fevereiro de 2014 |
| Hoje a massa cinzenta transborda, e põe cinzenta nisso. Uma dupla especial visita um querido alienígena kryptoniano e o mistério dos círculos nas plantações é revelado! |                                   |                                                 |                                                                                  |                         |
| 14 | "RoboCop"                         | Alexandre Ottoni, Deive Pazos e Flávio R. Moura | Alexandre Ottoni, Daniel Barros, Deive Pazos, Flávio R. Moura e Guilherme Briggs | 18 de fevereiro de 2014 |
| Aproveitando a frente fria hoje, tem toró aqui também e dessa vez o cérebro escolhido é o do querido Alex Murphy. Você vai ver como seria a versão de baixo orçamento do RoboCop, e qual o nome que ele poderia ter recebido se não fosse por um certo gênio, bilionário, playboy e filantropo.                 |                                   |                                                 |                                                                                  |                         |
| 15 | "Dinossauros"                     | Alexandre Ottoni, Deive Pazos e Flávio R. Moura | Alexandre Ottoni, Daniel Barros, Deive Pazos, Flávio R. Moura e Guilherme Briggs | 25 de fevereiro de 2014 |
| Hoje tem toró e vamos direto para o Período Jurássico! Descubra outro efeito que um certo cogumelo pode causar e conheça um lado mais sombrio do Dinossauro Barney. Assista agora e, Yabadabadoo! Participação Especial: Fran Briggs                                                                            |                                   |                                                 |                                                                                  |                         |
| 16 | "X-Men"                           | Alexandre Ottoni, Deive Pazos e Flávio R. Moura | Alexandre Ottoni, Daniel Barros, Deive Pazos, Flávio R. Moura e Guilherme Briggs | 4 de março de 2014      |
| Hoje tem tempestade cerebral em pleno Carnaval! Veja mais um episódio na saga Wolverine Sem Fator de Cura e descubra quem são os novos alunos do Instituto Xavier Para Jovens Superdotados. |                                   |                                                 |                                                                                  |                         |
| 17 | "Politicamente Incorreto"         | Alexandre Ottoni, Deive Pazos e Flávio R. Moura | Alexandre Ottoni, Daniel Barros, Deive Pazos, Flávio R. Moura e Guilherme Briggs | 18 de março de 2014     |
| Sim! Hoje tem Toró de Miolo e nesse episódio o politicamente incorreto toma conta...ou não. Concluam se a abordagem do Capitão Planeta realmente funciona e a vejam Mônica tendo uma diferente reação ao bullying do Cebolinha. Tudo isso e mais! Participação Especial: Fran Briggs                            |                                   |                                                 |                                                                                  |                         |
| 18 | "Game of Thrones"                 | Alexandre Ottoni, Deive Pazos e Flávio R. Moura | Alexandre Ottoni, Daniel Barros, Deive Pazos, Flávio R. Moura e Guilherme Briggs | 25 de março de 2014     |
| Game of Thrones é sangue e alegria! Descubra como George R. R. Martin gosta de escrever, entenda o verdadeiro papel de Jorah e saiba quem está educando Joffrey! Ô moleque mimado! Participação Especial: Fran Briggs                                                                                           |                                   |                                                 |                                                                                  |                         |
| 19 | "Plágio"                          | Alexandre Ottoni, Deive Pazos e Flávio R. Moura | Alexandre Ottoni, Daniel Barros, Deive Pazos, Flávio R. Moura e Guilherme Briggs | 1 de abril de 2014      |
| Hoje vamos bagunçar seu cérebro pela última vez! O que aconteceu com os criadores do Toró? Veja tudo nesse episódio cheio de convidados especiais que a gente cop...se inspirou. Participações Especiais: Alexandre Ottoni, Deive Pazos, Daniel Barros, Flávio Moura, Mederi, Alexandre Velloso e Marcos Castro |                                   |                                                 |                                                                                  |                         |